# Corte Brugnatella
Corte Brugnatella (emilián nyelven Curt ad Bargnél) település Olaszországban, Emilia-Romagna régióban, Piacenza megyében. Lakosainak száma 517 fő (2023. január 1.). Corte Brugnatella Brallo di Pregola, Bobbio, Cerignale, Coli és Ferriere községekkel határos.

## Népesség
A település lakossága az elmúlt években az alábbi módon változott:
| Lakosok száma | 568  | 580  | 517  |
|               | 2017 | 2018 | 2023 |